# GreedFall
GreedFall  — компьютерная игра в жанре RPG, разработанная компанией Spiders, издатель — компания Focus Home Interactive. Игра вышла 10 сентября 2019 года на платформах Windows, PlayStation 4, PlayStation 5, Xbox One и Xbox Series X/S. Игра создана в стиле фэнтези 17-го века.

## Сюжет
Старый мир рушится. По загрязнённому и перенаселённому континенту распространяется малихор, неизлечимая смертельная болезнь. Люди постепенно теряют надежду на спасение.
Всё меняется, когда моряки обнаруживают в сотнях миль от берегов остров Тир-Фради, жители которого не подвержены болезни. Представители разных стран устремляются к новой земле в поисках сокровищ и лекарства от малихора.
Вы отправляетесь на Тир-Фради в качестве эмиссара от Торгового Содружества. Вместе с вами на острове прибывает ваш кузен, Константин Орсей, который назначен наместником в городе Новая Серена. Этот город основан Содружеством на острове. Как только корабль достигнет пристани, начнётся ваше приключение. Вам придётся искать лекарство от малихора и одновременно вести тонкую политическую игру как со странами-колонизаторами, так и с местными жителями, которые как-то связаны с природой острова.

## Игровой процесс
В игре вы, наряду с другими поселенцами, наёмниками и охотниками за сокровищами исследуете отдалённый остров, где местные жители, которые отбиваются от вторжения поселенцев, защищены сверхъестественными существами. GreedFall — это не только битва, но и дипломатия — пространство для обмана и хитрости. Ваши действия, от кажущегося тривиального выбора к важнейшим политическим решениям, будут влиять на ход событий, а также на отношения между различными группировками, созданными на острове.

## Отзывы
| Сводный рейтинг | Сводный рейтинг | Сводный рейтинг |
| Издание         | Оценка          | Оценка          |
| Издание         | PC              | PS4             |
| --------------- | --------------- | --------------- |
| GameRankings    | 73,22 %         | 74,15 %         |